# サーファーズパラダイス (企業)
株式会社サーファーズパラダイスは、かつて存在していた、登録型サーチエンジン運営、キャラクターグッズ開発販売を手掛けていた日本の企業である。略称「サーパラ」。

## 概要
1996年5月30日に、イラストサイト中心の登録型サーチエンジン「サーファーズパラダイス」が開設される。サイト名の由来は当時インターネットが普及し始め、用語として出回り始めたネットサーフィンからの連想と思われる。開設後、早い期間で登録サイトが最大級の規模となる。
また、サーチエンジンサイトから派生してアニメ・漫画・ゲームに関する各種サービスサイト(通信販売、コンテンツ配信・販売、情報サイト、コミュニティサイト)の運営も行っていた。
2004年12月にイマ・グループの子会社となり、設立者がそのまま社長就任となって法人化され、会社名もサイト名と同じ名称となる。以後は自社での商品開発・販売も行われるようになり、2007年以降のコミックマーケットの企業ブースにも出店していた。2009年8月には秋葉原に、実店舗のサーパラショップ秋葉原店をオープン(2019年1月閉店)。
2011年6月には、同年4月にイマ・グループに傘下入りしたスタジオディーンと共同で「i-style project」を立ち上げ、VOCALOID3への参入を果たす。
その後、2015年7月24日をもってサーチエンジンのサービスを終了。以後はアニメ・漫画・ゲームキャラクターグッズ商品開発と販売を中心とする業務内容へ整理したが、2019年10月末までに販売サイトを閉鎖。翌11月末をもってサイト閉鎖となり、2020年12月24日をもって会社組織も清算された。

## 運営していたコンテンツ
- 紅炎のソレンティア - 自社ソーシャルゲーム。[4]
- 東方波天宮 - 東方Project関連グッズブランド。[5]
- GWAVE公式サイト
- i-style Project[6]
- Project Yumenikki[6]